# Hepatica nobilis
La hepática común o trébol dorado (Hepatica nobilis) es una planta herbácea de la familia Ranunculaceae.

## Distribución
Crece en casi todos los bosques de las regiones templadas del hemisferio norte, excepto en los más secos. En Europa se encuentra en encinares frescos, robledales y hayedos, así como en pinares húmedos, de pino albar y pino negro. Prefiere terrenos calcáreos, aunque también se encuentra sobre sustratos silíceos, y abunda en las zonas frescas y umbrías en las montañas. En las zonas meridionales y más secas de su zona de distribución sus flores son siempre azules. En las zonas más frías y húmedas se encuentran también variedades con flores blancas y más raramente, rosadas. Sobre sustratos silíceos la forma blanca puede ser la única presente. 

## Características
Es una pequeña planta herbácea perenne o vivaz que no sobrepasa los 20 cm de altura. Tiene un corto rizoma pivotante, del que salen las raíces fibrosas y las hojas. Estas son coriáceas, de limbo trilobulado, de 3 a 5 cm de longitud y algo más anchas que largas, con tres lóbulos enteros y redondeados, sensiblemente iguales; raramente presentan alguna escotadura intermedia. El haz es de color verde oscuro con manchas blanquecinas, brillante y lampiño. El envés, de color violáceo, es velloso. Están sostenidas por peciolos de 10 a 15 cm de longitud, que arrancan directamente desde el suelo. Las flores, solitarias, crecen sobre un pedúnculo velloso y erecto que sobrepasa la altura de las hojas. Tienen un epicáliz compuesto de tres brácteas pequeñas y enteras, y de 5 a 8, (normalmente 6), piezas coloreadas similares a pétalos. El androceo está formado por numerosos estambres blancos, y el gineceo por un número indefinido de carpelos libres. Son generalmente azules o azul-violáceas, aunque hay variedades con flores blancas y rosadas. Aparecen muy temprano, al principio de primavera o aún en pleno invierno en las zonas menos frías, poco antes de que las nuevas hojas se hayan desplegado. El fruto es un poliaquenio.

## Historia
El nombre de hepática proviene de la semejanza de la forma de las hojas con el hígado. El envés, además, es de un color similar al de ese órgano. Por ello, en el tiempo en el que estaba vigente la teoría de las signaturas se creía que era una planta útil para tratar los males del hígado. Hoy se sabe que carece de cualquier propiedad para ese uso, y la planta fresca es tóxica por su contenido en protoanemonina.

## Propiedades
- Usada desde el medievo para tratar bronquitis y gota.[3]
- Oficinal desde la Edad Media con el nombre de (Herba Hepaticae) ha caído en desuso utilizándose actualmente solo en homeopatía.
- Se emplea como espasmolítico y colagogo.
- Por vía externa, su decocción se usa para lavar los ojos irritados por conjuntivitis.

### Principios activos
Contiene anemonina, protoanemonina, hepatotrilobina, emulsina, saponósidos.

### Indicaciones
La planta fresca es vesicante y tóxica. Puede producir gastroenteritis, por lo que debe usarse siempre la planta seca para administrarla por vía oral. Popularmente es usada como diurético y antiinflamatorio intestinal. Por vía externa es vulneraria (cicatrizante) por lo que está indicada para heridas, forúnculos y eczema.
Se usan las hojas. Se recolecta en primavera. Se prepara la infusión con 1 cucharadita de café por taza, 2-3 tazas al día. Se aplica externamente en forma de lavados o compresas.
Antiguamente se le atribuyó un efecto protector y estimulante del funcionamiento hepático, siguiendo la teoría de las signaturas, por sus hojas trilobuladas. Hoy se sabe que esa creencia es errónea. 

## Taxonomía
La especie fue descrita inicialmente como Anemone hepatica por Carlos Linneo y publicado en Species Plantarum 1: 538, en 1753, actualmente es un sinónimo de esta;y ulteriormente, sería descrita como Hepatica nobilis por Johann Christian Daniel von Schreber en Spicilegium Florae Lipsicae 39, en 1771.

#### Citología
Número de cromosomas de Hepatica nobilis y taxones infraespecíficos: 2n=14.

#### Etimología
Ver: Hepatica
nobilis: epíteto latino que significa "notable, famoso".

## Nombres comunes
- Castellano: anémone de flor cerúlea, epática, hepática, hepática noble, hierba de la Trinidad, hierba del hígado, trébol dorado, trifolio aureo, trifolio áureo, viola de llop, viola de lobo, yerba de la Trinidad, yerba del hígado.[9]

## Galería

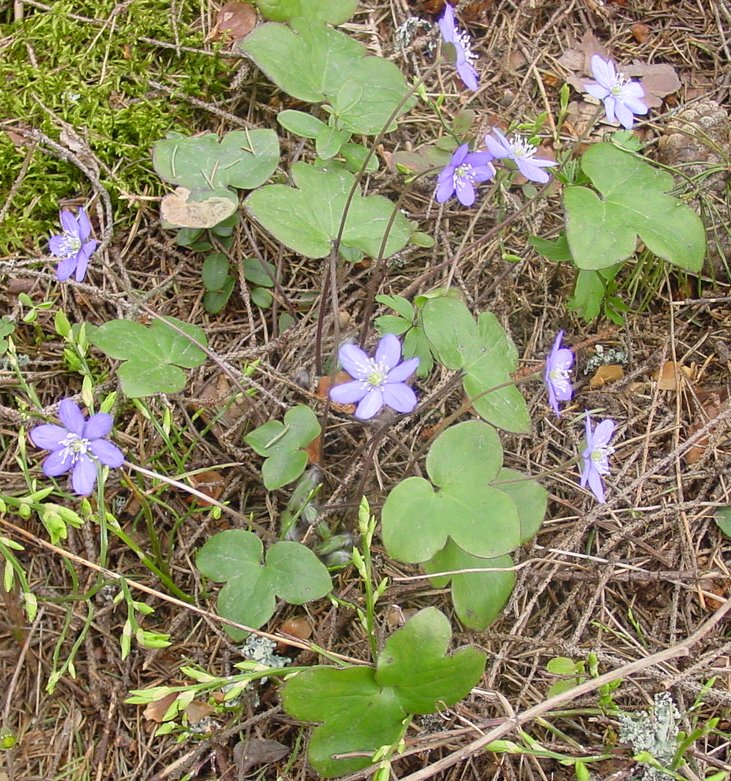
En su hábitat
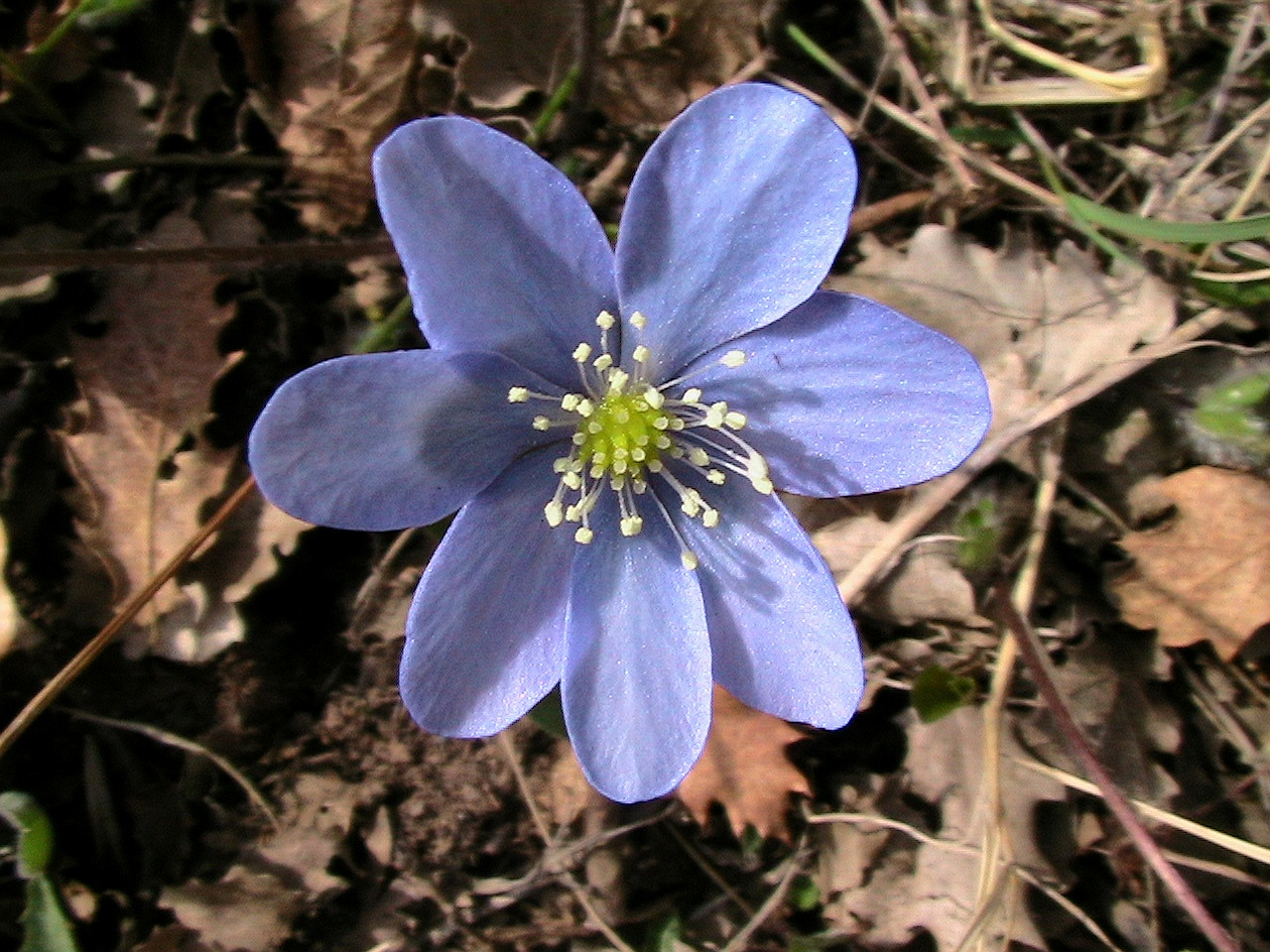
Detalle de la flor
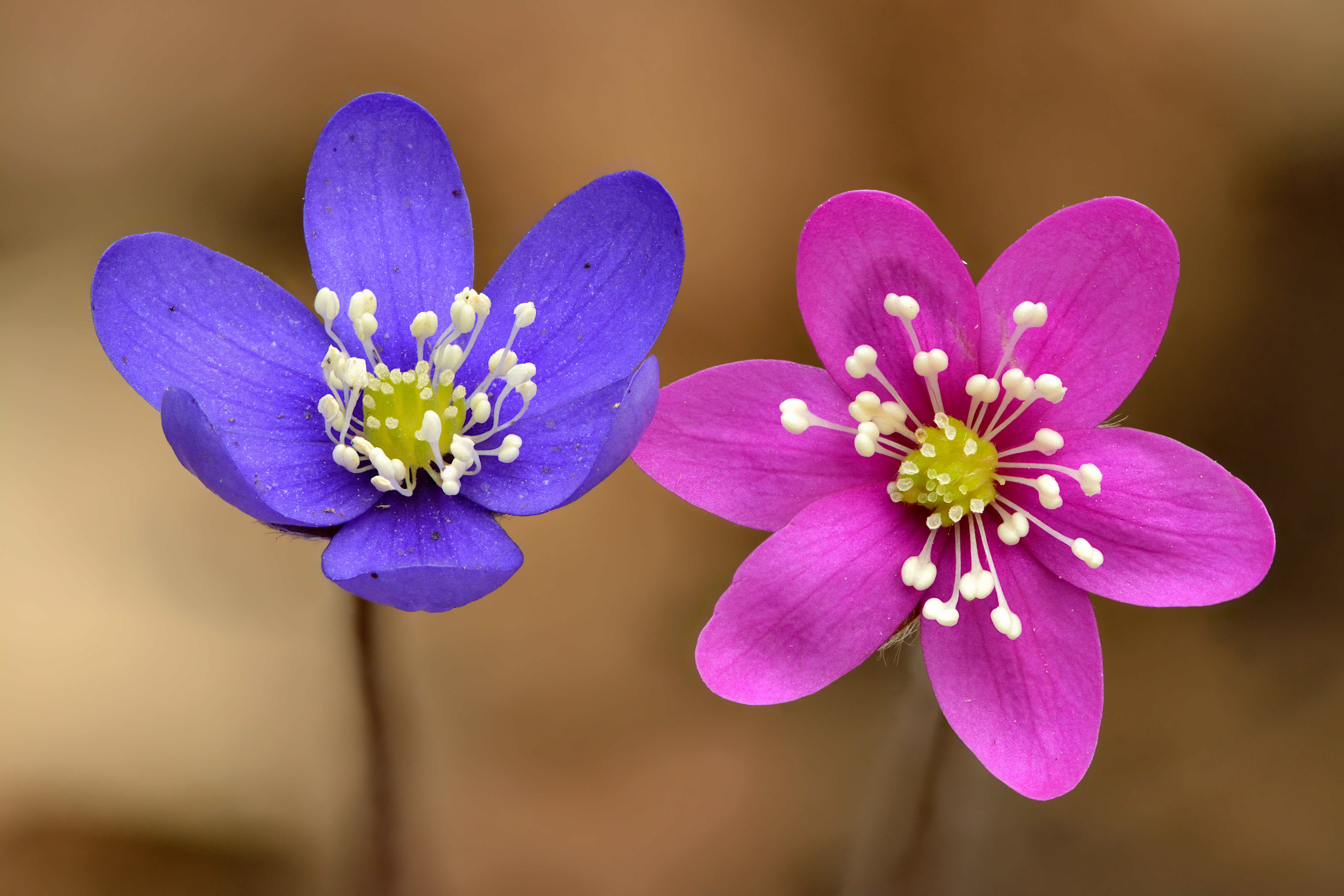
Hepatica nobilis de flores azul y púrpura
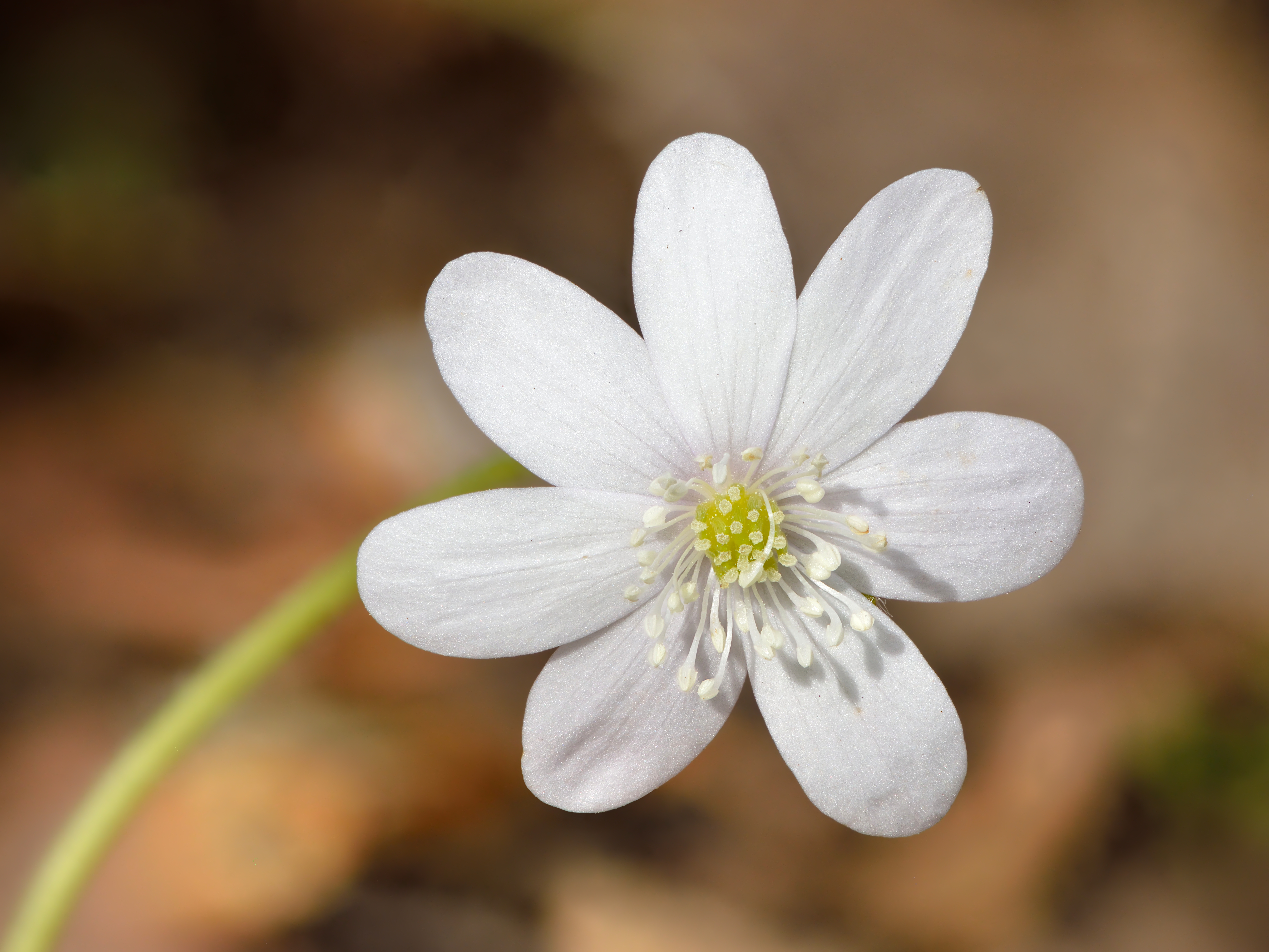
Hepatica nobilis de flor blanca
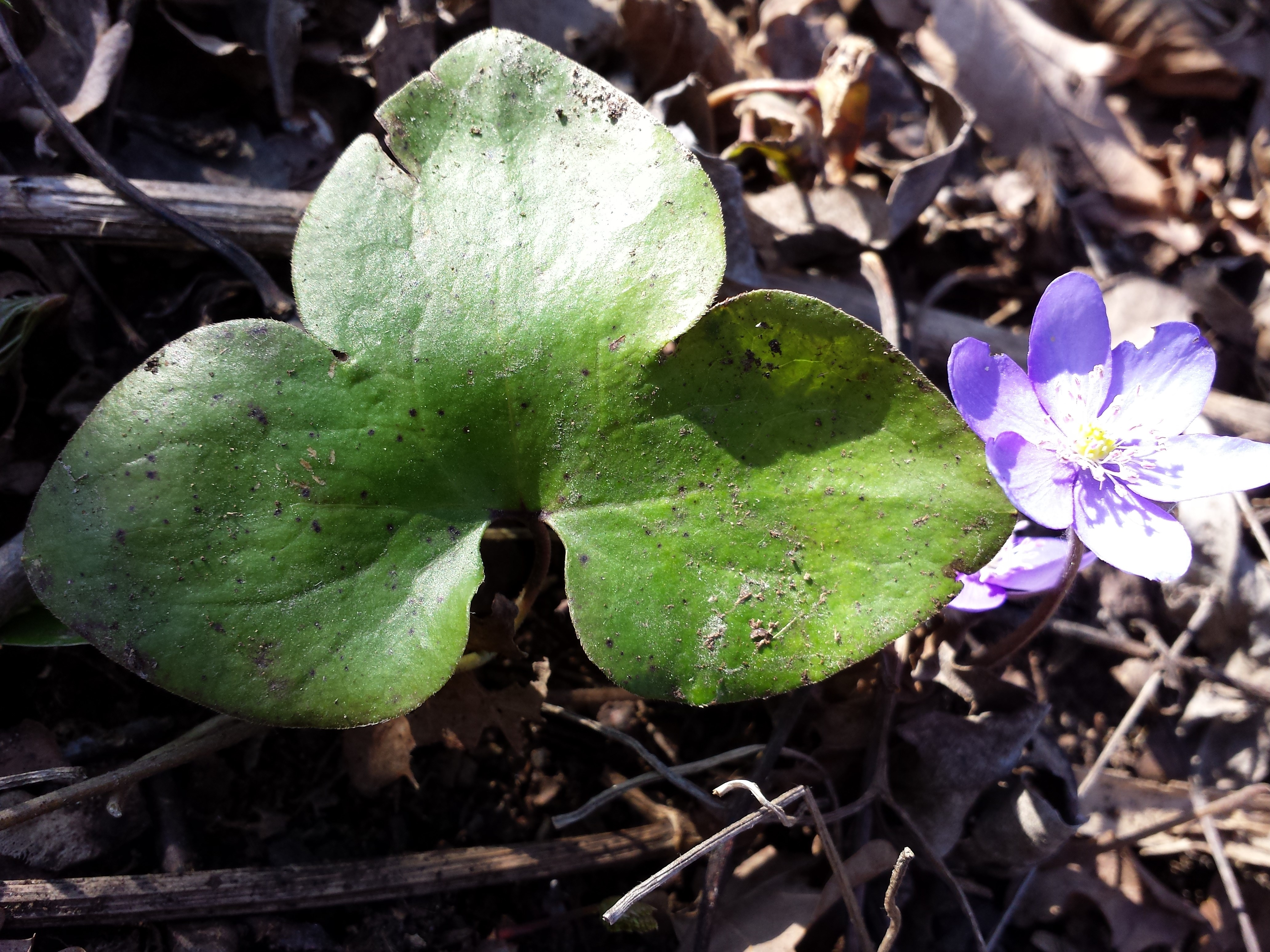
Detalle de la hoja
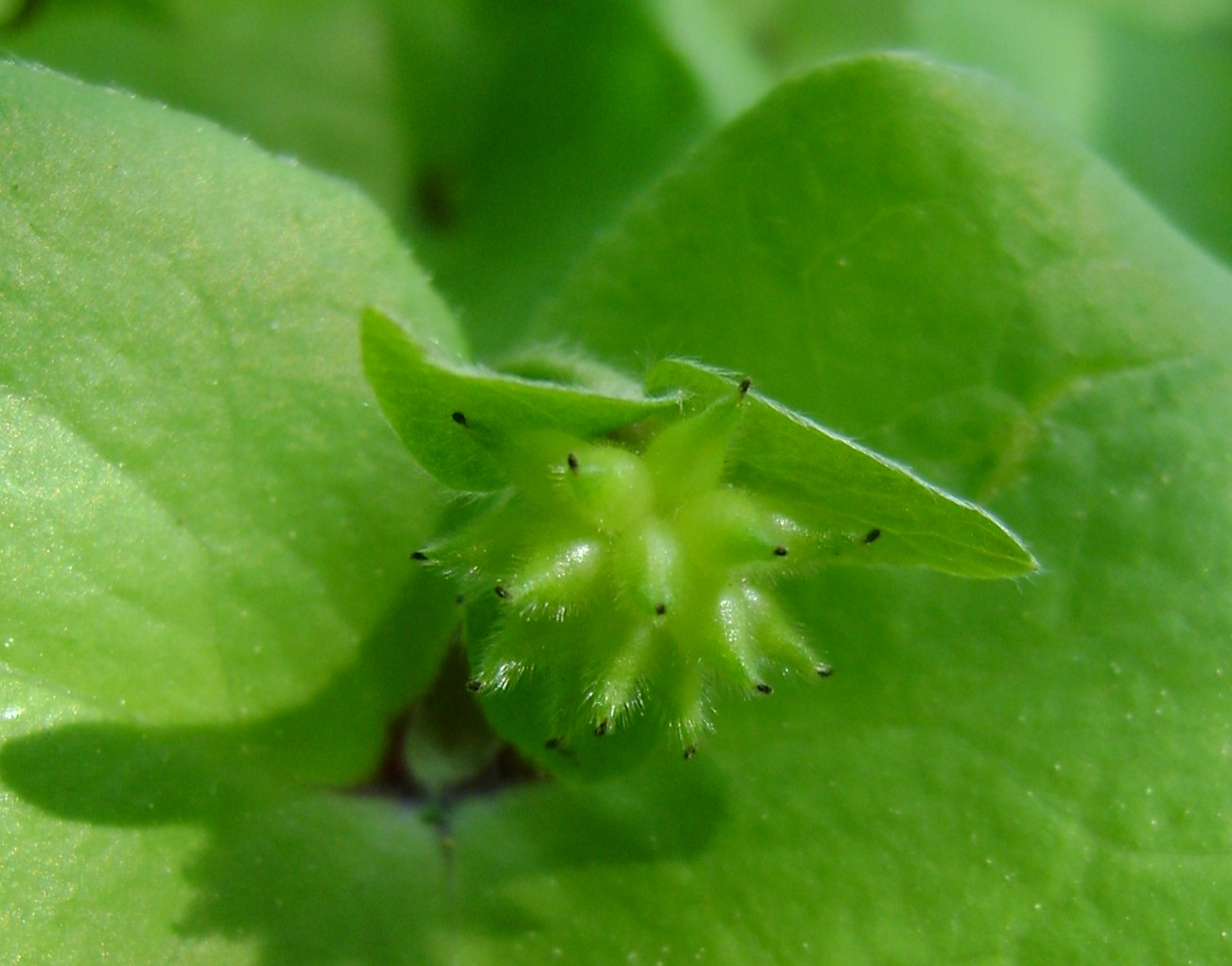
Fruto
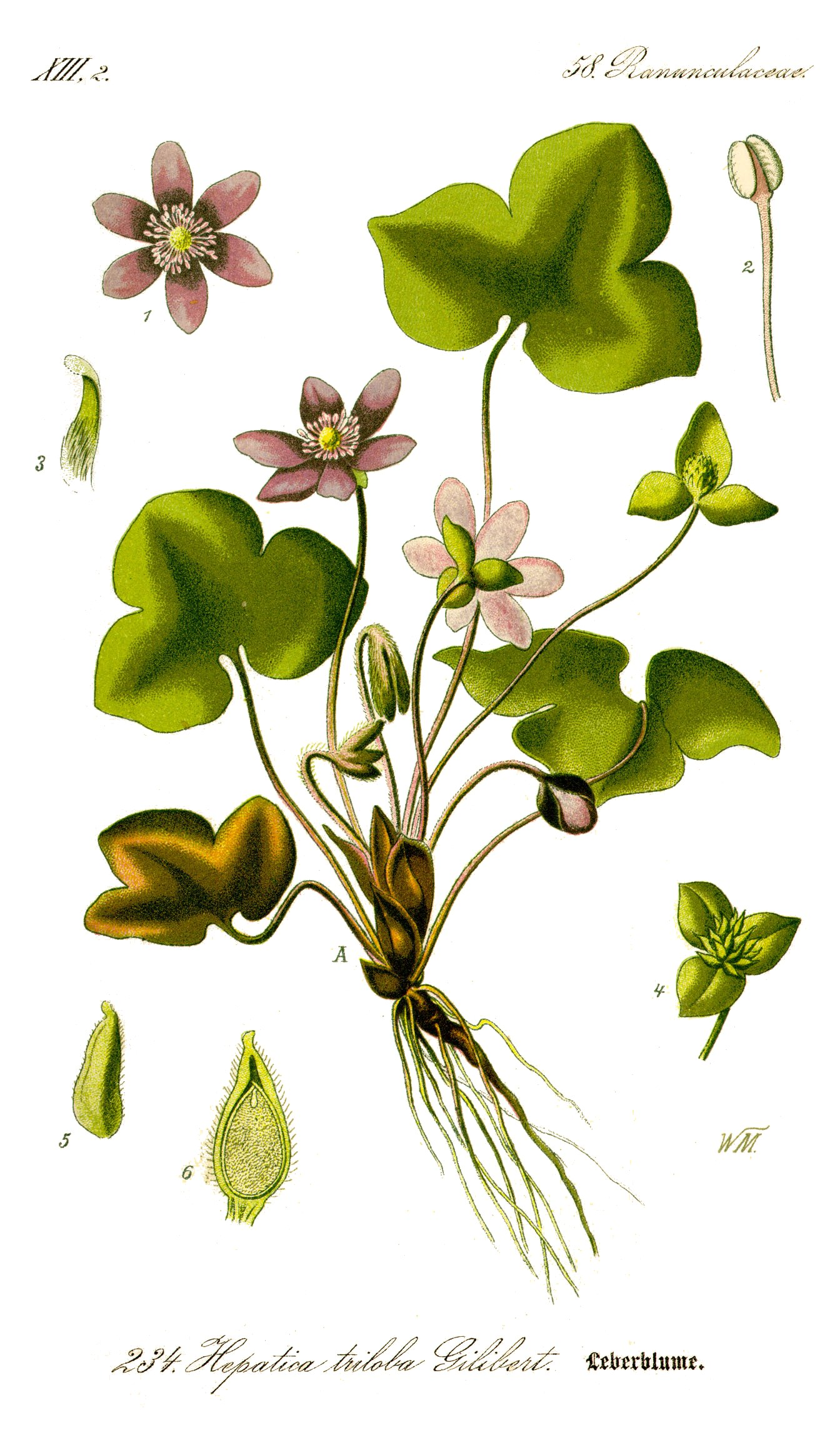
Ilustración de Hepatica triloba (sinónimo de Hepatica nobilis) en Flora Batava of Afbeelding en Beschrijving van Nederlandsche Gewassen, Otto Wilhelm Thomé, 1853.
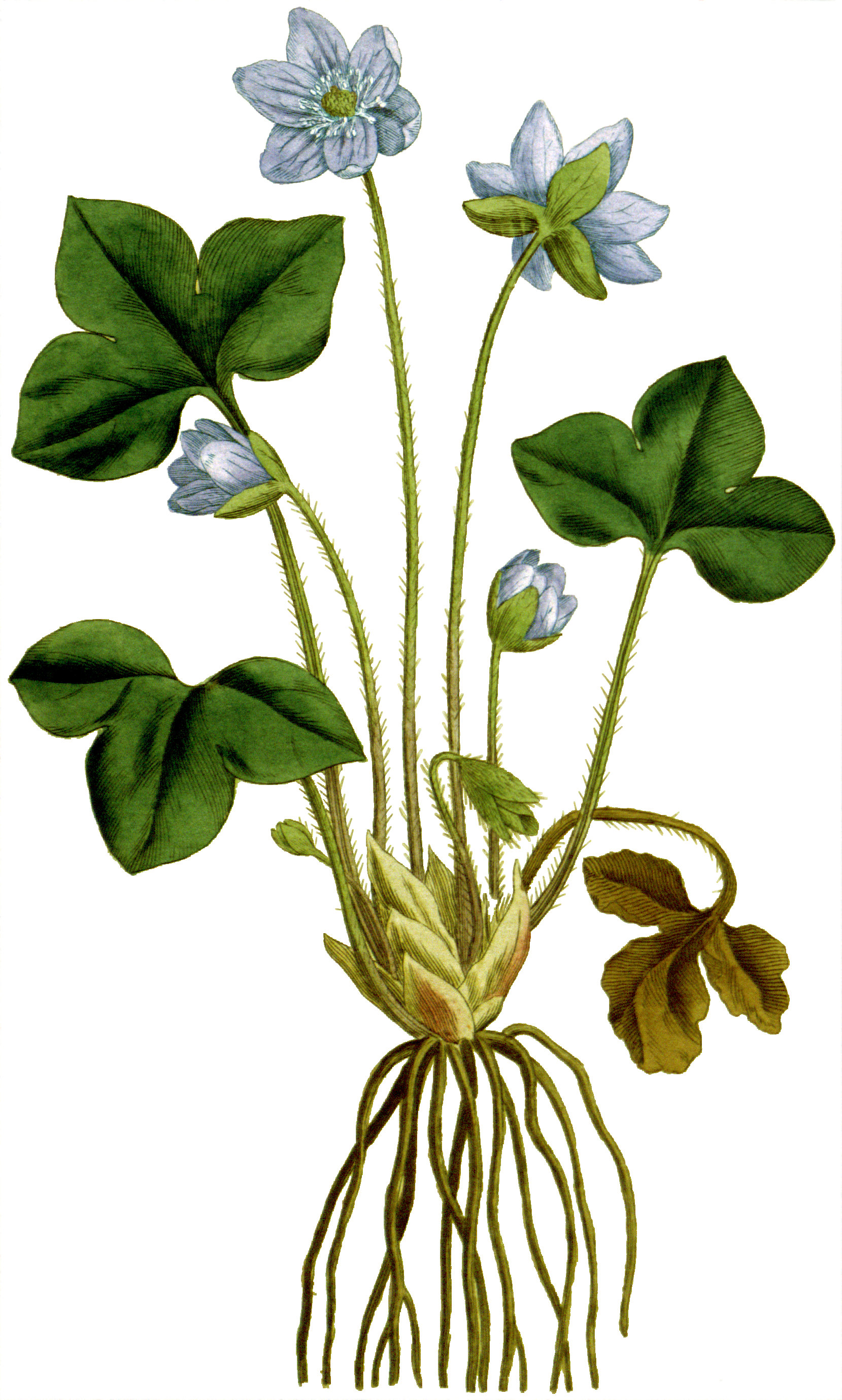
Placa 10 de Anemone hepatica (sinónimo de Hepatica nobilis) en The Botanical Magazine, William Curtis, Vol. 1., 1787.